# Emberiza siemsseni
El escribano azul (Emberiza siemsseni) es una especie de ave paseriforme de la familia Emberizidae endémica de China.

## Distribución y hábitat
Se encuentra en las zonas de matorrales subtropicales y templadas de China.